# اسکول فور ومپایرز
اسکول فور ومپایرز یا مدرسه‌ای برای خون‌آشام‌ها (به آلمانی: Die Schule der kleinen Vampire؛ به ایتالیایی: Scuola di vampiri) انیمیشن سریالی کمدی ترسناک محصول سال ۲۰۰۶ می‌باشد که بر پایهٔ کتاب کودکانه‌ای تحت نام مدرسه‌ای برای خون‌آشام‌های کوچک به‌قلم جکی نیبش ساخته شده‌است. 